# Jean-Baptiste Dupuis
Pour les articles homonymes, voir Dupuis.
Jean-Baptiste-Michel Dupuis est un sculpteur français, né à Amiens le 16 septembre 1698 et mort à Paris en mars 1780. 

## Biographie

### Famille
Jean-Baptiste Dupuis est le fils du sculpteur Louis Dupuis et de Françoise Lhomme. 
Il épouse, le 30 septembre 1723, Marie-Élisabeth Fouquerel, fille de Pierre Fouquerel et de Marie-Élisabeth Guérard. De cette union sont nés Jean-Baptiste-Louis (né en 1724), Élisabeth-Françoise (née le 24 juillet 1725) et Euphrosine-Jule (née le 6 juin 1729).

### Carrière
Jean-Baptiste Dupuis aurait été l'élève de Jean-Baptiste Poultier. Il a été reçu maître sculpteur le 14 octobre 1720. 
Dupuis fut à l'époque le sculpteur le plus connu d'Amiens et sculpta de nombreuses œuvres, tant dans les châteaux que dans les églises de Picardie, et notamment dans la cathédrale Notre-Dame d'Amiens. Il se place entre François Cressent, initiateur du style Louis XV en Picardie, et son élève, Jean-Baptiste Carpentier, qui a adopté le style Louis XVI.
Le père Daire indique qu'il « joignoit le talent de la musique à celui de la sculpture ; mais il manioit le ciseau avec plus de délicatesse que le clavier de l'orgue ».

## Œuvres
- Amiens :
  - cathédrale Notre-Dame :
    - chaire de vérité (1773), d'après un dessin de Pierre-Joseph Christophle ;
    - maître-autel surmonté de sa gloire (à partir de 1768) d'après un dessin de Pierre-Joseph Christophle ;
    - tombeau de l´évêque Pierre Sabatier (mort en 1733), réalisé en 1748, restauré en 1897 par le sculpteur Valentin Molliens ;
    - autel de la chapelle Saint-Pierre-Saint-Paul ;
    - Saint Christophe, statue ;
    - autel de la chapelle du Sauveur ;
    - Saint Charles Borromée, statue.

  - église Saint-Leu : Vierge de l´Annonciation.
  - maison de l'Atlante, façade : Atlante supportant un balcon.
- Lachapelle, église Saint Vaast-Saint Just :
  - Saint Vaast et son ours, groupe sculpté ;
  - Vierge, statue.

Œuvres de Jean-Baptiste Dupuis
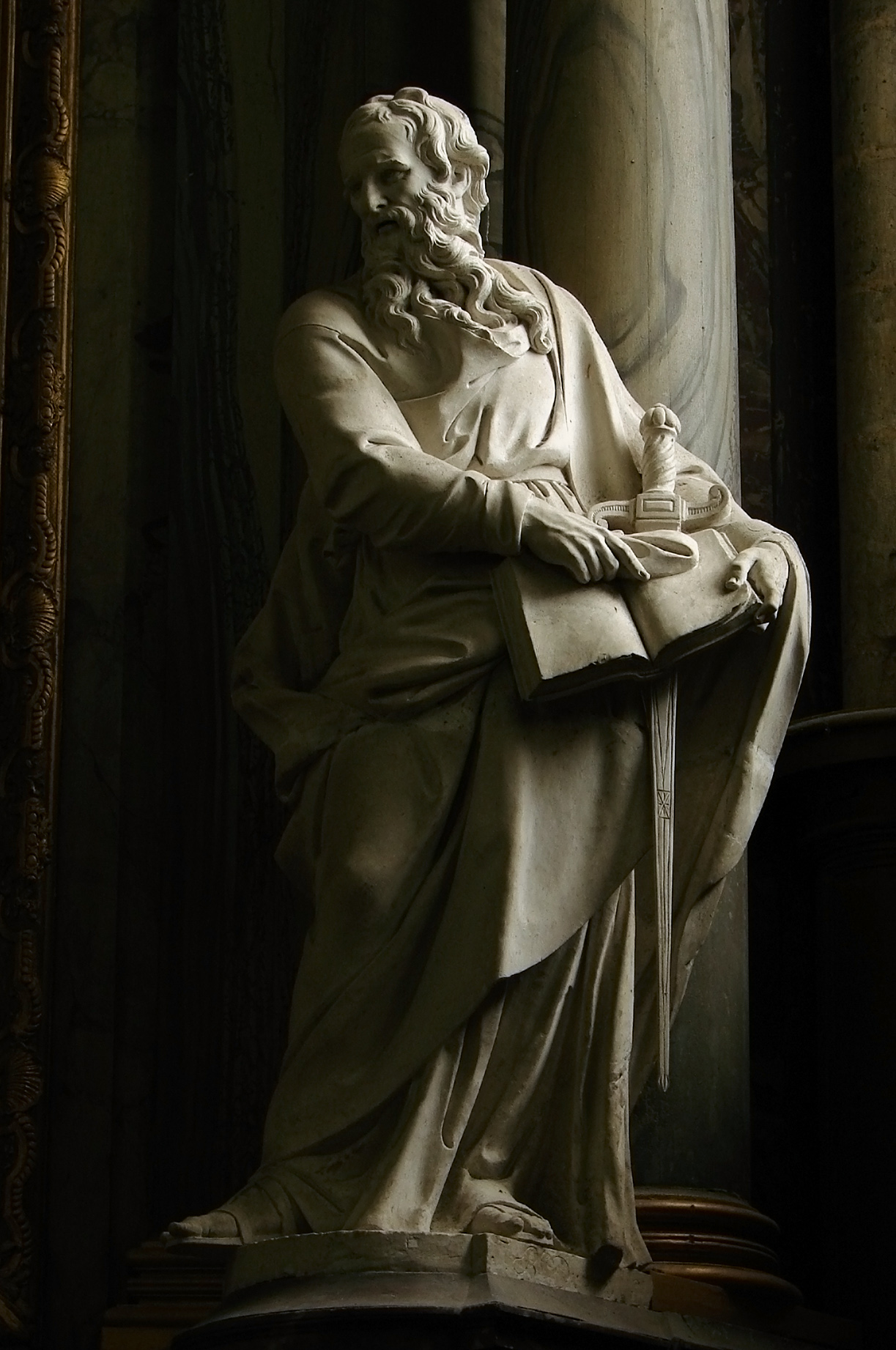
Saint-Paul (1749), cathédrale Notre-Dame d'Amiens, chapelle de l'Aurore.
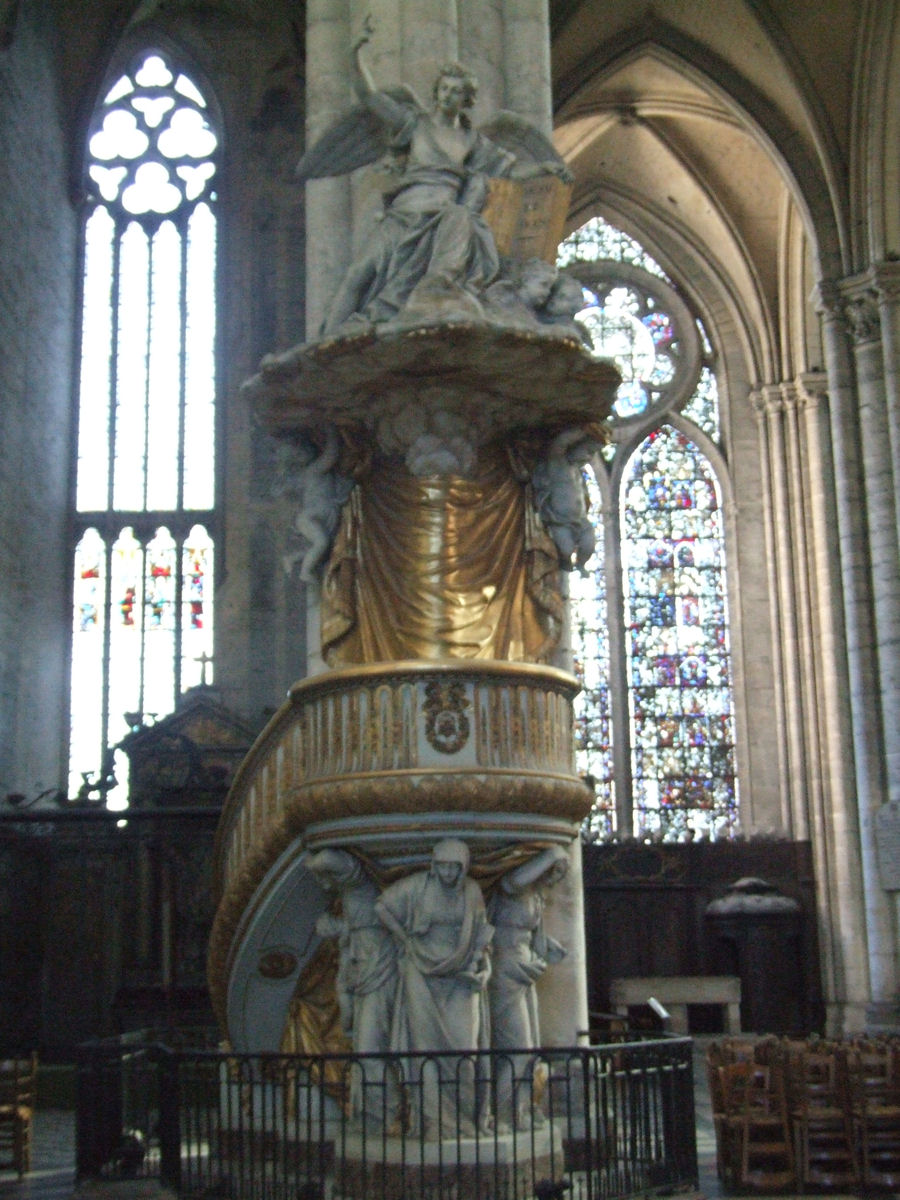
Chaire de vérité (1773), d'après un dessin de Pierre-Joseph Christophle, cathédrale Notre-Dame d'Amiens.
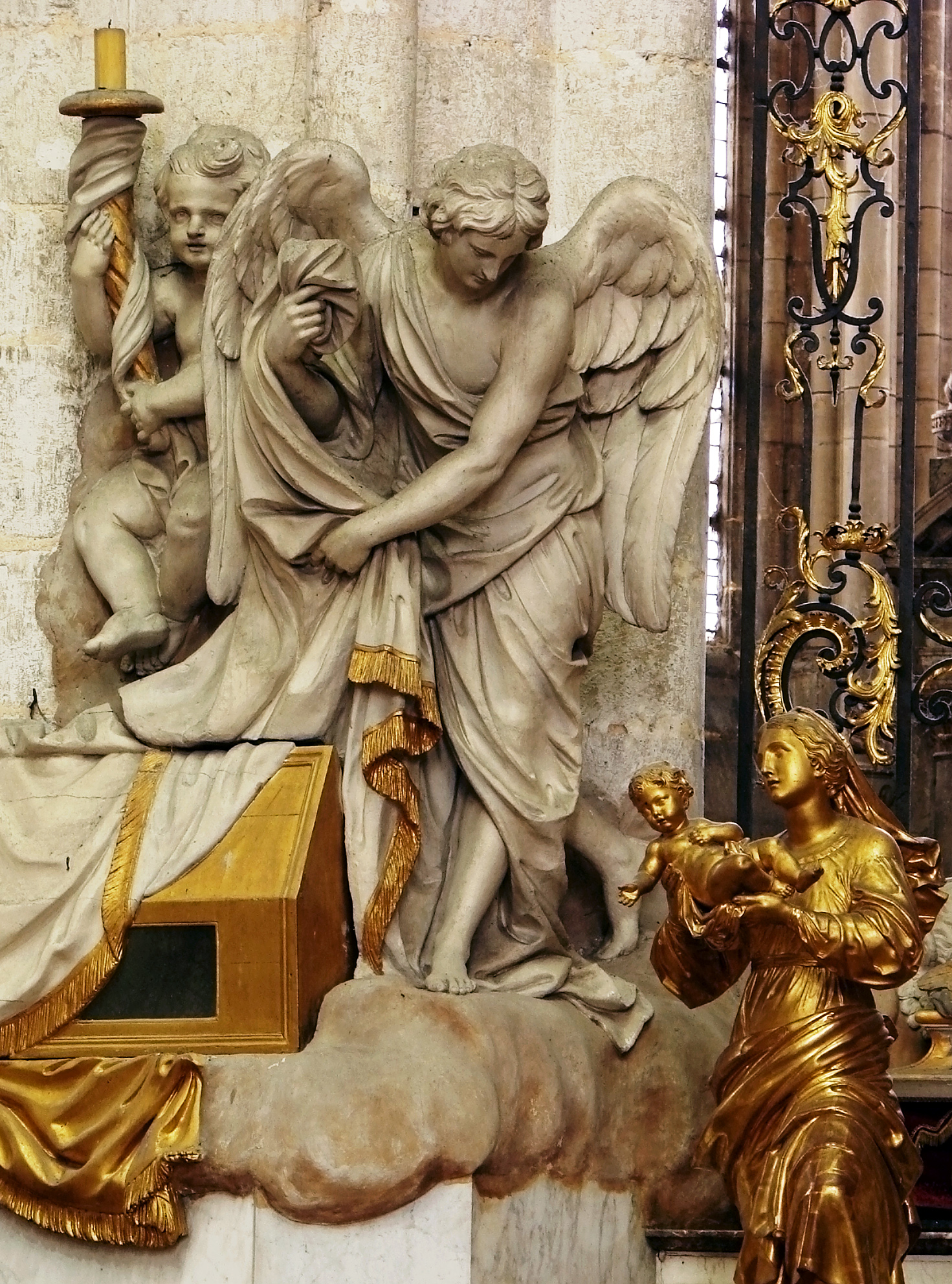
Ange, d'après un dessin de Pierre-Joseph Christophle, détail du chœur de la cathédrale Notre-Dame d'Amiens.
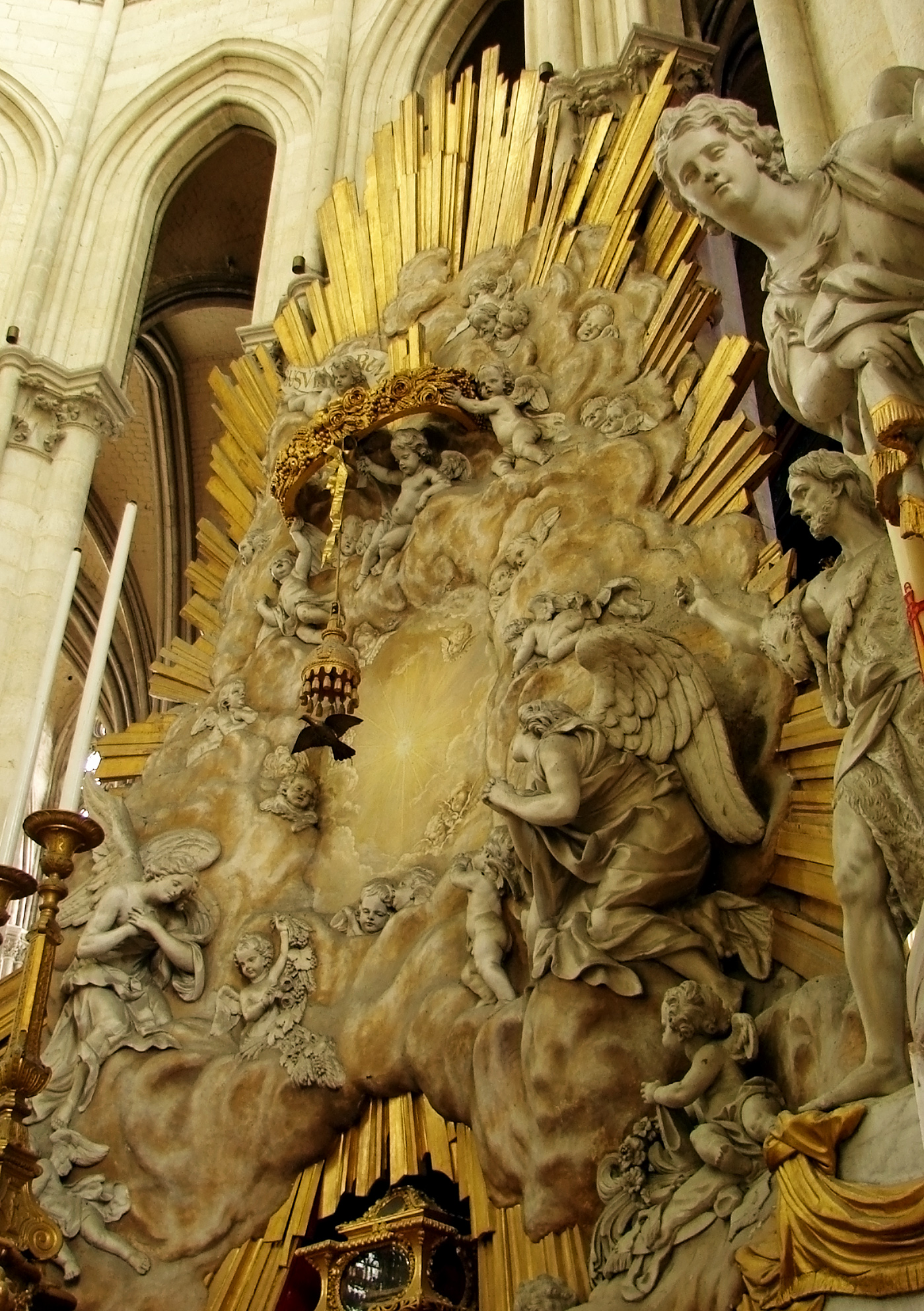
Gloire eucharistique ornant le maître-autel, d'après un dessin de Pierre-Joseph Christophle, cathédrale Notre-Dame d'Amiens.
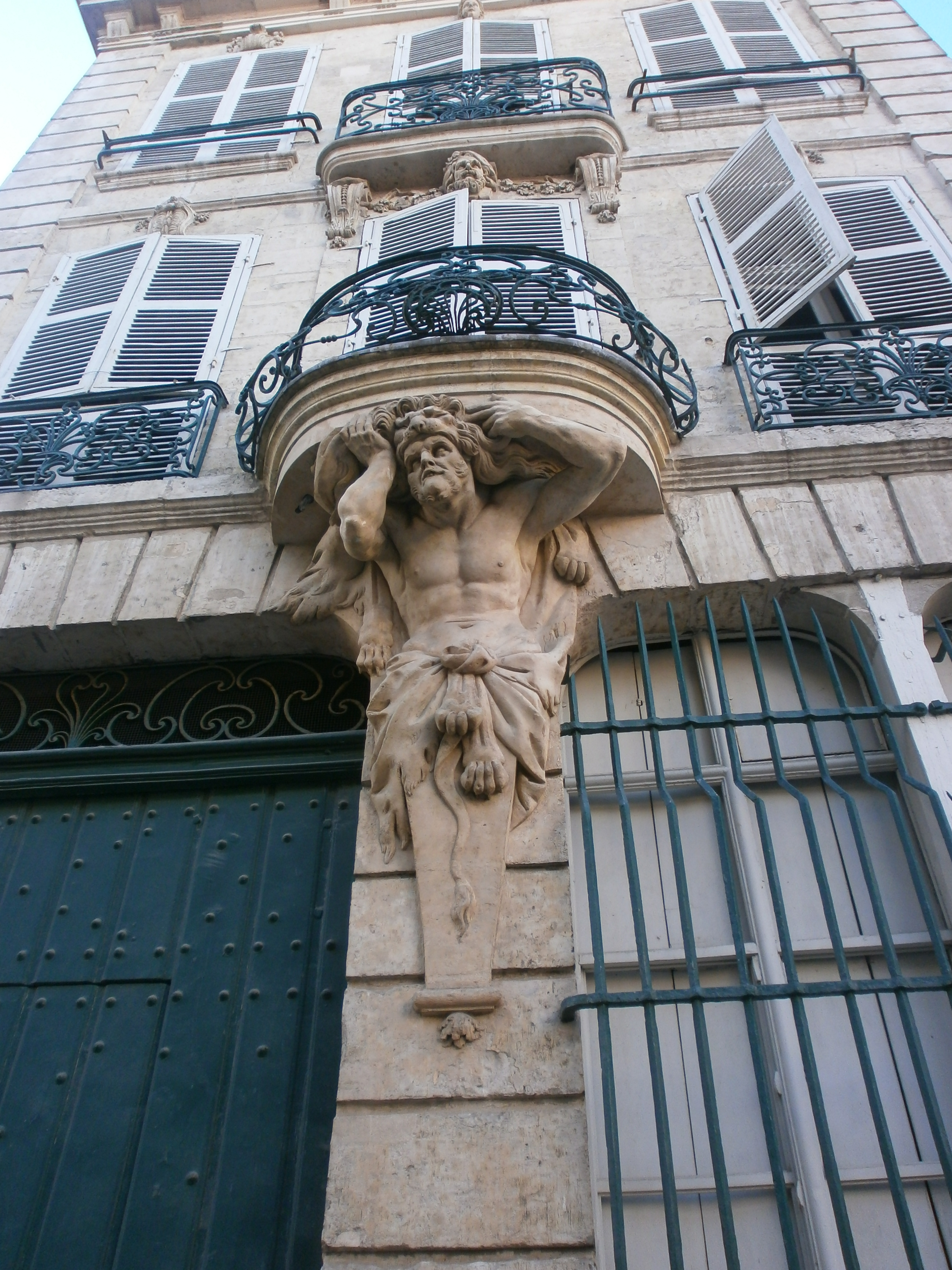
Atlante, Amiens, maison de l'Atlante.